# Longitarsus nanus
Longitarsus nanus är en skalbaggsart som först beskrevs av Foudras 1860.  Longitarsus nanus ingår i släktet Longitarsus, och familjen bladbaggar. Arten har ej påträffats i Sverige.